# Grüner veltliner

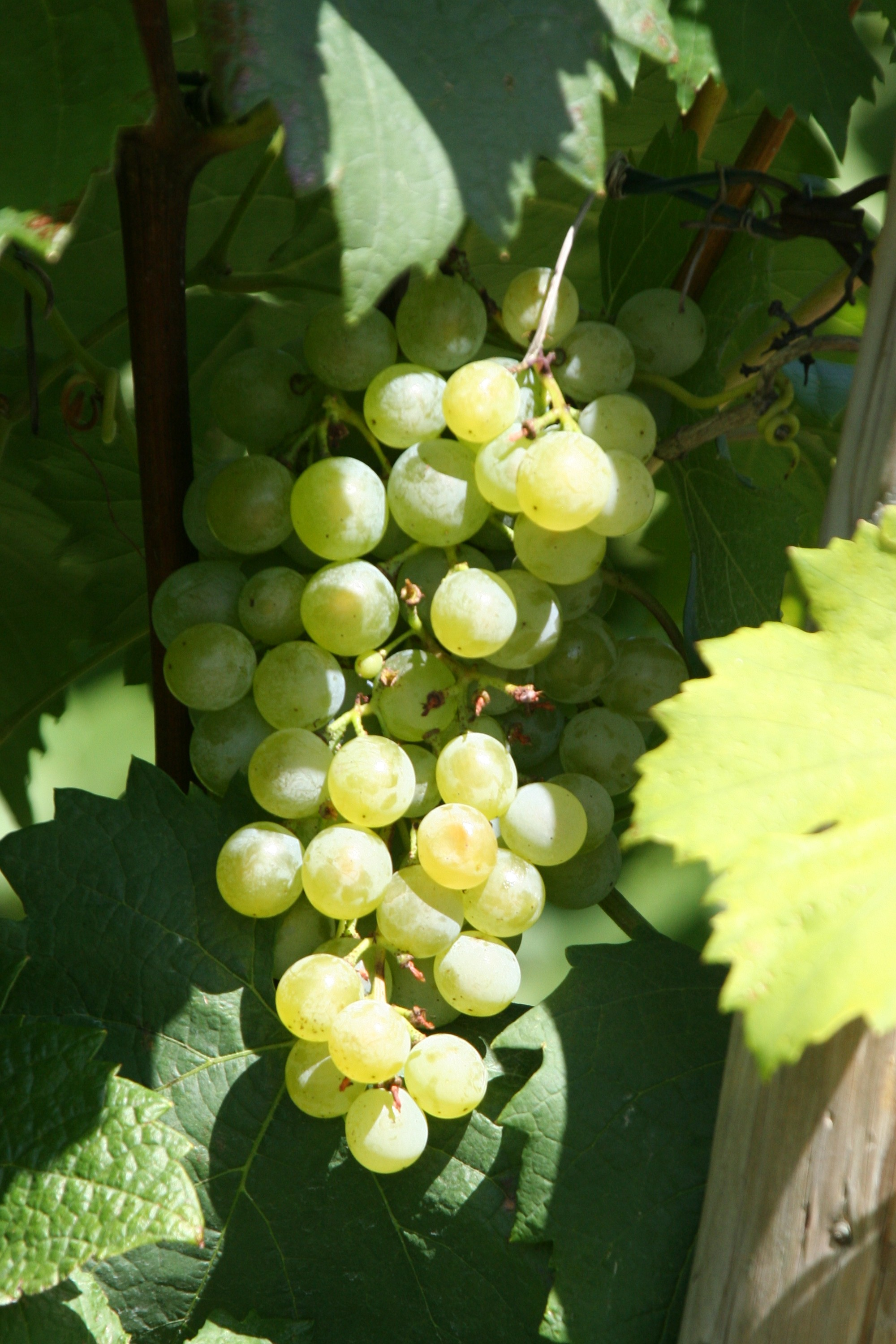

Grüner veltliner (uttalas [véltli:ner]) är en grön vindruva av arten Vitis vinifera och är Österrikes mest odlade druva. Den utgör en tredjedel av landets vinodlingar. Distrikten Wachau och Kamptal i regionen Niederösterreich anses ofta producera de bästa vinerna på grüner veltliner. 
Druvan ger oftast torra vita viner med aromer av äpple, päron, grapefrukt, mineraler och kryddor. Mognare viner har ibland fatkaraktär, en liten rökighet och toner av honung. En viss oljighet är inte heller ovanlig. Själva kryddigheten, som är lite av en typicitet för grüner veltliner, kan härledas till den kemiska substansen Rotundon. Har man ett vitt vin med en tydlig ton åt vitpeppar är grüner veltliner en självklar gissning.
I Tjeckien och Ungern, där druvan också odlas, kallas den veltlínské zelené respektive zöldveltelini. Namnet har sitt ursprung i den italienska dalen Veltlin.